# Ichneumon subhirtus
Ichneumon subhirtus là một loài tò vò trong họ Ichneumonidae.